# Bazylika św. Piotra w Awinionie
Bazylika św. Piotra w Awinionie (fr. Basilique Saint-Pierre d'Avignon) – rzymskokatolicki kościół parafialny w Awinionie zlokalizowany na Place Saint-Pierre. Obecna budowla pochodzi z XIV wieku i powstała w miejscu wcześniejszej z VII wieku.

## Historia
Zgodnie z tradycją pierwszy kościół w tym miejscu zbudowano w VII wieku, został on jednak zniszczony przez Saracenów. Na ruinach w X wieku rozpoczęto budowę nowej świątyni, została ona jednak dopiero ukończona dzięki hojności kardynała Pierre Desprèsa w 1358 roku. W XV wieku przedłużono nawę oraz dodano nowe kaplice. Dziedziniec pochodzi z 1486 roku, natomiast wieża z 1495 roku. W latach 1512–1524 wykonano dekoracje fasady.
W 1840 roku kościół został uznany za zabytek historyczny (Monument historique).
4 maja 2012 r. papież Benedykt XVI nadał kościołowi św. Piotra tytuł bazyliki mniejszej.

## Architektura i sztuka
Fasadę flankują dwie wieże. Drzwi z drewna orzechowego, rzeźbieniami ozdobił Antoine Volard w 1551 roku. Na lewych drzwiach przedstawiono św. Hieronima z lwem u jego stóp i archanioła Michała; na prawych zwiastowanie Maryi. Na środku między drzwiami znajduje się rzeźba Matki Bożej z Dzieciątkiem przypisywana Jeanowi Péru.
Nastawa ołtarzowa z 1617 roku jest autorstwa Etienne Martelange.
We wnętrzu oprócz baptysterium znajduje się 6 bocznych kaplic: św. Antoniego z Padwy, bł. Piotra z Luksemburga (którego dalmatyka i kapelusz kardynalski są przechowywane w bazylice), Najświętszego Serca, św. Piotra, Matki Bożej z Lourdes, św. Jana Pawła II.